# Magnus Carstensen
Magnus Carstensen (født 1. januar 2006 i Randers) er en cykelrytter fra Danmark, der kører for EF Education-Aevolo.